# Лернапар
Лернапар (вірм. Լեռնապար) — село в марзі Арагацотн, на північному заході Вірменії. Село розташоване за 66 км на північ від міста Аштарак, 28 км на північний захід від міста Апаран, 46 км на схід від міста Артік (марз Ширак), 23 км на південний захід від міста Спітак (марз Лорі), 5 км на північний захід від села Цілкар та 12 км від села Джрашен (марз Лорі).
| Рік  | Чисельність | Чисельність |
| ---- | ----------- | ----------- |
| 1831 | 323         | [ 1 ]       |
| 1897 | 577         | [ 1 ]       |
| 1926 | 834         | [ 1 ]       |

| Рік  | Чисельність | Чисельність |
| ---- | ----------- | ----------- |
| 1939 | 1092        | [ 1 ]       |
| 1959 | 644         | [ 1 ]       |
| 1970 | 668         | [ 1 ]       |

| Рік  | Чисельність | Чисельність |
| ---- | ----------- | ----------- |
| 1979 | 485         | [ 1 ]       |
| 2001 | 534         | [ 1 ]       |
| 2004 | 553         | [ 1 ]       |

| Рік  | Чисельність | Чисельність |
| ---- | ----------- | ----------- |
| 2011 | 536         | [ 2 ]       |

| Рік  | Чисельність | Чисельність |
| ---- | ----------- | ----------- |
| 1831 | 323         | [ 1 ]       |
| 1897 | 577         | [ 1 ]       |
| 1926 | 834         | [ 1 ]       |

| Рік  | Чисельність | Чисельність |
| ---- | ----------- | ----------- |
| 1939 | 1092        | [ 1 ]       |
| 1959 | 644         | [ 1 ]       |
| 1970 | 668         | [ 1 ]       |

| Рік  | Чисельність | Чисельність |
| ---- | ----------- | ----------- |
| 1979 | 485         | [ 1 ]       |
| 2001 | 534         | [ 1 ]       |
| 2004 | 553         | [ 1 ]       |

| Рік  | Чисельність | Чисельність |
| ---- | ----------- | ----------- |
| 2011 | 536         | [ 2 ]       |